# Jan Jacob Coenraad Spohler

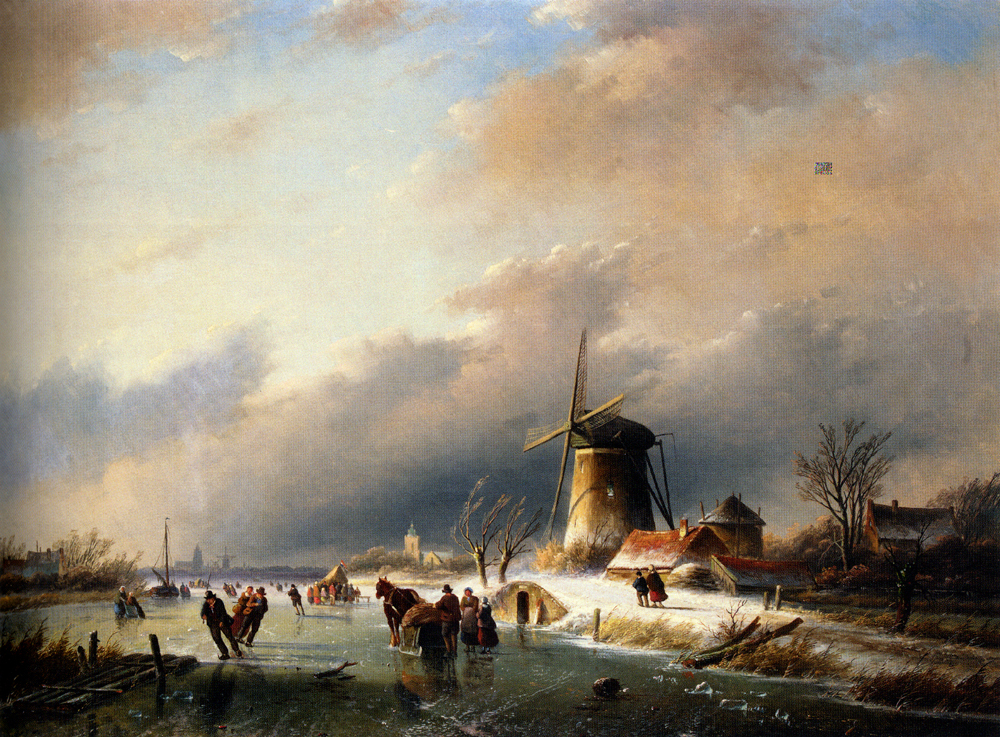
Łyżwiarze tańczący na zamarzniętej rzece

Jan Jacob Coenraad Spohler (ur. 17 października 1837 w Amsterdamie, zm. 28 czerwca 1894 tamże) – holenderski malarz, syn Jana Jacoba Spohlera, także artysty malarza. Niewiele wiadomo o jego formalnym wykształceniu. Był uczniem Jana Willema Pienemana, ćwiczył z nim warsztat malarski w Amsterdamie, Haarlem i Brukseli. Spohler reprezentował styl klasycystyczny. W twórczości wyraźnie widoczny jest wpływ ojca, podobnie jak on malował pejzaże holenderskich wsi oraz architekturę miejską. W jego dziełach, zwłaszcza miniaturach, widać dużą dbałość o detale.  